# 25I-NBOMe
A 25I-NBOMe (2C-I-NBOMe) a szubsztituált fenetilaminok közé tartozó pszichedelikus drog, a 2C-I származéka. 2003-ban fedezte fel Ralf Heim, a Szabad Berlini Egyetem kutatója, majd David E. Nichols csapata tanulmányozta.
A vegyület 11-es tömegszámú szénizotópos változatát ([11C]Cimbi-5) Koppenhágában szintetizálták és érvényesítették, mint PET radioligandumot. Mint az első 5HT2A receptor teljes agonista PET radioligandum, a [11C]Cimbi-5 lehetséges funkcionális jelölője lehet ezeknek a receptoroknak. Az 5HT2A receptorok összefüggésben állhatnak több pszichiátriai betegséggel, mint például a depresszió és a szkizofrénia.

## Farmakológia
A 25I-NBOMe az emberi 5-HT2A receptor potens teljes agonistája 0,044 nM-os Ki-val, ami 16-szor potensebbé teszi anyavegyületénél, a 2C-I-nél. In vitro kísérletek megmutatták, hogy a molekula agonistaként hat, de állatkísérleteket még nem végeztek. Míg a 2C-I N-benzil származékai szignifikánsan növelték a vegyület potenciálját, addig a DOI ilyen származékai inaktívak voltak.
A következő receptorokhoz tartozó Ki értékek nagyobbak voltak 500 nM-nál (nagyobb érték, kisebb potenciál): 5-HT1A, D3, H2, 5-HT1D, α1A adrenerg, δ opioid, szerotonin visszavétel transzporter, 5-HT5A, 5-HT1B, D2, 5-HT7, D1, 5-HT3, 5-HT1E, D5, muszkarin M1-M5, H3, és a dopamin visszavétel transzporter.
| Receptor | Ki (nM) | ±  |
| -------- | ------- | -- |
| 5-HT2A   | 0.044   |    |
| 5-HT2C   | 2       |    |
| 5-HT6    | 73      | 12 |
| μ-opioid | 82      | 14 |
| H1       | 189     | 35 |
| 5-HT2B   | 231     | 73 |
| κ-opioid | 288     | 50 |

## Dózis
Az utóbbi időben a 25I-NBOMe és egyéb NBOMe vegyületek megjelentek bélyegen, sokszor LSD-ként árulva fesztiválokon és partikon, mivel hatásuk igen hasonló. Mindenesetre lehetséges különbséget tenni a két anyag között teszter kittel, vagy akár anélkül is. A 25I-NBOMe orálisan nem hat, míg az LSD igen.
Az Erowid pszichoaktív szerekkel foglalkozó adatbázis a küszöbdózist a használók beszámolói alapján 50-250 mikrogramm (µg) között határozza meg. Egy könnyű élményhez 200-600 µg, egy átlagoshoz 500-800 µg-ot ajánl, 700-1500 µg pedig már erős dózisnak számít. A Bluelight.ru fórumon végzett szavazás alapján a legtöbb felhasználó a maximális felelősségteljes dózist 1000-1500 µg-nak tartotta.

## Hatás
A 25I-NBOMe hatása általában 6-10 órán keresztül tart, ha szublingálisan (nyelv alatt tartva kb 20-25 percig a nyál lenyelése nélkül) vagy bukkálisan (hasonlóan, csak az ínynél) alkalmazzák. Ha szippantják, körülbelül 4-6 órán keresztül hat. A 25I-NBOMe orálisan nem jár hatással. Mindenesetre a dózistól függően jelentősen tovább is tarthat a szer hatása, 12 óránál hosszabb „utazásról” is található beszámoló.
A 25I-NBOMe továbbá vaporizálható/inhalálható is, ami a hatások sokkal korábbi megjelenésével és rövidebb időtartammal jár. Ez az alkalmazási út nem ajánlott, kivéve pontos folyadékmérési technika alkalmazásával, a mikrogrammos dózisok kimérésének nehézsége és ezáltal a túladagolás veszélye miatt.
Az 25I-NBOMe okozta hallucináció, vizuális effektek hasonlóak más pszichedelikumokhoz (leginkább az LSD-re hasonlít), de felhasználóik intenzívebb vizuális effektekről és kontrasztosabb színekről számolnak be. A hatások hasonlóak az LSD-hez, de egy rendszeres LSD vagy 25I-NBOMe felhasználó könnyen különbséget tudok tenni a két vegyület okozta "utazás" között.
| - erős nyitott és csukott szemes hallucinációk, például geometrikus mintázatok, mozgó tárgyak vonalat húznak, színek erősödnek, stb. - hangulatemelkedés - eufória - mentális és fizikai stimuláció - erősebb asszociatív és kreatív gondolkodás - a zene nagyobb élvezete - élet-változtató spirituális élmények - empátia és szeretet érzése - szinesztéziát okozhat/felerősítheti a meglévőt | (magasabb dózisoknál több/erősebb mellékhatások tapasztalhatóak) - koncentrálási nehézség - zavarodottság - nehézkes kommunikáció - érszűkület - hidegrázás - hányinger - hányás (általában a hatás kezdeti szakaszában, bár míg néhányan minden alkalomnál tapasztalják, mások soha) - álmatlanság - gondolatok ismétlődése, gondolati hurkok - paranoia, félelem és pánik - akaratlan erős érzelmek - akaratlan élet-változtató élmények - dystonia (ritka) - agyvérzés (ritka) - halál (rendkívül ritka, nem tisztázott, hogy egyéb drogok is közrejátszottak-e ilyen esetekben; nézd lentebb) |

## Toxicitás, bántalmak
A 25I-NBOMe egy rendkívül új vegyület és még keveset tudni a farmakológiai és viselkedésbeli veszélyeiről. Az LD50 érték nem ismert. Néhány haláleset a 25I-NBOMe felelőtlen használata miatt bekövetkezett túladagolás következménye. A mostanában széleskörűen elterjedt használata jelzi, hogy halált nem valószínű, hogy átlagos dózis, hanem túladagolás okoz: a tény, hogy a 25I-NBOMe már mikrogrammos dózisban hatásos hozzájárulhat a könnyű túladagoláshoz, mivel így a kimérés jelentősen nehezebb, mint egy kevésbé dózisérzékeny szernél. Több információ szükséges a halálos kimenetelű esetekről ahhoz, hogy megerősíthető legyen ez a hipotézis. Érdemes megjegyezni, hogy számos 5HT2A agonista bizonyítottan biztonságos, de egyik sem teljes agonista, biztonságossági adataikat nem alkalmazhatjuk a 25I-NBOMe esetében.
A 25I-NBOMe használata más kábítószerekkel együtt nem ajánlott, mivel kiszámíthatatlan, hogy a kombináció milyen hatásokkal/mellékhatásokkal járhat, még önmagában is kellő körültekintést igényel a szer használata.

## Jogi státusz
A 25I-NBOMe az Egyesült Államok szövetségi törvényei alapján nem illegális. Mindenesetre lehetséges, hogy a 2C-I (Schedule I szer) analógjaként mégis illegálisnak minősíthető a 25I-NBOMe tartása és terjesztése. Virginia, Louisiana, és Florida specifikusan a Schedule I listára helyezte a vegyületet, így ezekben az államokban illegális a 25I-NBOMe.
Oroszországban az összes szubsztituált fenetilamin NBOMe illegális.
Magyarországon a 25I-NBOMe C-listás vegyületnek minősülhet.

## Hasonló vegyületek
- 2CBCB-NBOMe (NBOMe-TCB-2)
- 2CBFly-NBOMe (NBOMe-2CB-Fly)
- 25C-NBOMe (NBOMe-2CC)
- 25B-NBOMe (NBOMe-2CB)
- 25I-NBMD (NBMD-2CI)
- 25I-NBOH (NBOH-2CI)
- 25I-NBF (NBF-2CI)
- 5-MeO-NBpBrT

## Külső linkek
- http://isomerdesign.com/PiHKAL/explore.php?domain=pk&id=5380

## Fordítás
Ez a szócikk részben vagy egészben  a(z)   25I-NBOMe című angol Wikipédia-szócikk fordításán alapul.  Az eredeti cikk szerkesztőit annak laptörténete sorolja fel. Ez a jelzés csupán a megfogalmazás eredetét és a szerzői jogokat jelzi, nem szolgál a cikkben szereplő információk forrásmegjelöléseként.